# 38 Lyncis
Désignations
38 Lyncis (en abrégé 38 Lyn) est une étoile multiple de la constellation du Lynx. Sa magnitude apparente combinée est de 3,82 et elle est située à environ 41 pc (∼134 al) de la Terre,.
Visuellement, 38 Lyncis apparaît être une étoile binaire, qui peut être résolue même avec un petit télescope. Ses deux étoiles, 38 Lyncis A et B, sont séparées de 2,61 secondes d'arc et sont toutes deux des étoiles blanches de la séquence principale assez semblables de types spectraux A3V et A4V, respectivement. 38 Lyncis B s'est révélée par interférométrie des tavelures être elle-même une étoile binaire, ses deux étoiles formant son sous-système n'étant séparées que de 0,24 seconde d'arc.
Enfin, le système comprend une dernière étoile de quinzième magnitude, désignée 38 Lyncis E. Elle est distante de 98,25 secondes d'arc de la paire AB. C'est possiblement une naine rouge de type M2.
Il existe deux compagnons supplémentaires, 38 Lyncis C et D, répertoriés dans les catalogues d'étoiles doubles et multiples, mais ce sont des doubles optiques dont la proximité apparente avec les étoiles du système n'est que fortuite.